# Доменіко Монтаньяна
Доменіко Монтаньяна (італ. Domenico Montagnana, 1690 — 1750)  — італійський майстер смичкових інструментів (скрипки, альти, контрабаси, віолончелі). Його віолончелі звичайного та збільшеного розмірів славляться в усьому світі, на них грали багато відомих музикантів, такі як Олександр Вержбілович та Анатолій Брандуков.
Інструменти Доменіко Монтаньяана відносять до школи Джироламо Аматі (сина Ніколо Аматі), або до школи Страдіварі, проте його інструменти не є наслідуванням жодного з відомих майстрів. Монтаньяна визнаний найбільшим представником Венеціанської школи.
Деки інструментів Монтаньяна подібні з деками роботи К. Бергонці, а ефи являють собою комбінацію ефів Страдіварі та Гварнері дель Джезу; інші деталі інструментів: кути, вус, облямівка відрізняються художньою та технічною досконалістю, великі завитки пластичні за формою. Монтаньяна вдало підбирав дерево для своїх інструментів, використовував жовтий, жовто-червоний та рубіново-червоний, майже прозорий лак, накладений товстим шаром. Звучання інструментів Монтаньяна відрізняються силою та теплотою тембру.